# Tjukalinskij rajon
Il Tjukalinskij rajon (in russo Тюкалинский район?) è un rajon dell'Oblast' di Omsk, nella Russia asiatica; il capoluogo è Tjukalinsk. Istituito nel 1924, ricopre una superficie di 6.400 chilometri quadrati e consta di una popolazione di circa 16.000 abitanti.